# Миодраг Јаковљевић
Миодраг Јаковљевић (Горњи Милановац, 1962 — Горњи Милановац, 1992) био је српски песник.

## Биографија
Рођен је у Горњем Милановцу, где је завршио основну и средњу школу. Песништвом се почео бавити рано и, иако његов опус није обиман, његова збирка песама Сваки пут дође вече сматра се врло значајном - Слободан Тишма ју је навео као „неупоредиву“ под словом У (под донекле измењеним насловом „Увек дође вече“), међу 30 ствари које су му значајне. Дружио се са члановима групе Бјесови, а њему је посвећења једна од њихових најчувенијих песама Авиони певају, са другог албума.
Умро је на свој тридесети рођендан.

## Дела
- збирка песама Колекционар јестивих отпадака. 1991.  978-86-7343-025-6.
- збирка песама Сваки пут дође вече. 1993.  978-86-7343-038-6.
- „Хладна платна“, изабране поетике. 2003.  978-86-83847-09-9.